# 651 (tal)
651 är det naturliga heltal som följer 650 och följs av 652.

## Matematiska egenskaper
- 651 är ett udda tal.
- 651 är ett sammansatt tal.
- 651 är ett Nonagontal.
- 651 är ett lyckotal.
- 651 är ett Pentagontal.
- 651 är ett Sfeniskt tal.

## Inom vetenskapen
- 651 Antikleia, en asteroid.